# Montipora mollis
Montipora mollis är en korallart som beskrevs av Bernard 1897. Montipora mollis ingår i släktet Montipora och familjen Acroporidae. IUCN kategoriserar arten globalt som livskraftig. Inga underarter finns listade i Catalogue of Life.